# Левицький Венедикт
о. Венеди́кт Леви́цький де Равіч (29 березня 1783, с. Іванівці на Стрийщині, нині Львівської області — 14 січня 1851) — український греко-католицький церковний діяч, педагог, професор і ректор Львівського університету (1829—1830).

## Біографія
1802 року закінчив Львівську гімназію. У 1803—1805 роках вивчав філософію і право у Львівському університеті, у 1805—1810 роках навчався у Віденському конвікті (семінарії). Був:
- священиком в соборі святого Юра у Львові (1810—1815),
- заступником ректора Львівської духовної семінарії (1815—1820),
- професором морального богослов'я Львівського університету (з 1817),
- тимчасовим ректором семінарії (1820—1824, 1836—1838),
- почесним каноніком (крилошанином з 1826),
- деканом богословського факультету університету (1829, 1831, 1839, 1843, 1847),
- ректором університету (1829—1830),
- цензором українських книг і театральних вистав (1835—1848).

Відомий як консерватор, ініціатор цензурної заборони альманахів Руської Трійці «Зоря» і «Русалка Дністрова» (наказав конфіскувати весь наклад, що було зроблено тільки 1845 року), граматики живої народнорозмовної мови Йосипа Лозинського та інших видань.
Під час революції 1848—1849 в Австрії — член Головної Руської Ради, керівник її відділу освіти, учасник Першого з'їзду русинської інтелігенції у Львові, де обстоював церковно-слов'янську мову в літературі, співзасновник Галицько-Руської Матиці.

## Відзнаки
- цісарсько-королівський радник (від 1847),
- піднесений до шляхетського стану і до свого прізвища почав приписував додаток de Rawicz (1848).

## Праці
Автор праці «Про руський напис на дзвоні св. Юра у Львові» (1831), перекладів біблійної історії Старого і Нового Заповіту, довідника про галицьких і львівських єпископів, життєписів ректорів Львівського університету.